# Place Royal du Peyrou
Promenade du Peyrou, imenovana tudi Place Royale du Peyrou, je sprehajališče velikosti 4,59 ha , zahodno od okrožja Écusson v mestu Montpellier ( Hérault. Ta sklop, ki ima status  zgodovinskega spomenika, predstavlja spoj petih del: drevored in njegove terase, ki omogočajo razmislek o Sevenih in Pirenejih in je bil zgrajen leta 1689, Porte du Peyrou ali slavolok s svojim mostom in dostopno rampo, izdelan leta 1691, konjeniški kip Ludvika XIV., postavljen leta 1718, akvadukt Saint-Clément in njegov rezervoar, zgrajen iz leta 1753, vodni stolp, katerega projekt je bil narejen leta 1766, Injalbertovi kipi enfant et lion in vhodna vrata iz leta 1883. Kasneje, leta 1927, je bila na pobudo Pierrea Humberta izvedena gradnja vodoravna sončna ura, leta 1939 pa simbolična fotografija francoskega odporniškega gibanja Jeana Moulina. Večje obnove so bile izvedene od 1980-ih, da bi ohranili območje.

## Lega
Sprehajališče leži v okrožju zgodovinskega središča, ki pripada okrožju Montpellier center. Z dolžino 289,50 metra za širino 160,56 metra, kar znaša 4,59 ha, ima štiri vhodna vrata, tri na vzhodnem delu in ena na vrhu stopnic na zahodnem delu (43 ° 36 '41' N, 3 ° 52 '06' E). Glavni vhod (43 ° 36 ′ 40 ″ S, 3 ° 52 ′ 19 ″ J) je na rue François Franque, sledi mu (v smeri urinega kazalca) kraj Giral in ulice: Clapiès, du Maréchal de Castries , Hilaire Ricard, Pitot in de la Blottière. 

## Toponim
Ime Peyrou (ali Peirou, v starodavnih spisih, okcitansko pierreux) pomeni 'kamnit'. Toda pred razvojem sprehajališča je ta kraj v stari francoščini nosil ime Puy Arquinel ali Puech Arquinel v okcitanščini, kar je pomenilo 'hrib Arquinel'.

## Zgodovina
Do 16. stoletja so Puy Arquinel sestavljali makija (rdečeplodni brin Juniperus oxycedrus, timijan, Navadni rožmarin, sivka, ...). Ta prostor, ki ga redno prečesava tramontana z neoviranim pogledom na obzorje in leži na 52 m nadmorske višine, je predstavljal takojšenj stik prebivalcev mesta z naravo.
Navajen na kraJ, je Ludvik XIII. 31. avgusta 1622 vojvodi Montmorencyja ukazal zatreti protestantski upor pod vodstvom vojvode Rohanskega, kjer je bil 19. oktobra podpisana mirovna pogodba (edikt iz Montpellierja).
Zemljo, ki jo je izravnala prisotnost kraljeve vojske, so trgovci preoblikovali v prostor sejmov in trgov, ki so ji dali ime Mont de l'Échine (hrib hrbtenica), saj se  je bilo težko povzpeti po pobočju, da bi dostopili nanj. Severozahodno od sedanjega prostora je bilo območje mlatenja, kjer so mlatili pšenico s pomočjo vetra, ki je vejal pleve od zrnja.
Okoli leta 1156 je izraz Peyrou označil okrožje mesta al pèyrou, ki je bilo na mestu sedanje Palais de Justice. Trg je seveda dobil ime po Porte du Peyrou in sedanji rue Foch, katere prvo ime je bilo rue Porte-du-Peyrou.

## Oblikovanje
Zgodovina promenade du Peyrou se začne 31. oktobra 1685 z glasovanjem États de Languedoc za postavitev konjeniškega kipa v slavo Ludvika XIV..
Dela na prvi promenadi so se začela pod nadzorom markiza de la Troussa, grofa de Broglieja in intendanta Basvilla 17. januarja 1689 po pridobitvi zemljišča 26. marec 1688.
Oblikovanje je bilo zaupano mlademu arhitektu Avilerju ali Davilerju, učencu Julesa Hardouina-Mansarta, ki je bil prvi kraljev arhitekt. Sprehajališče se je razprostiralo na eni sami terasi dolžine 286,60 metra in širine 75,53 metra ali na površini 2,16 ha. Celota je podprta z močnimi kamnitimi zidovi, ki nadomeščajo lesene palisade. Po postavitvi nekaj kamnitih klopi in zelenih površin je bila 30. julija 1690 otvoritev, ko so člani vlade namestili napis, vklesan na marmornati plošči: ANNO MDCXXXX AD CIVIUM DELICIAS, URBISQUE ORNAMENTUM HOC PUBLICUM OPUS FELICITER CONFECTUM EST RÉNANTE LUDOVICO MAGNO CONSULIBUS NOBILI VIRO : Od Capon du Bosc, Mazade, Germain, Castel, Dumas in Tourlet.(Prevedeno 'Leta 1690 je bil ta javni spomenik dokončno postavljen, zaradi šarma prebivalcev in ugled mesta, kralju Ludviku XIV., ki je bil cenjen državnik').

### La porte du Peyrou
Star utrjen vhod v mesto, "Porte du Peyrou", je leta 1691 nadomestil slavolok. To odločitev je v politični volji monarhične propagande sprejel kardinal Bonzy, tako da je versajsko okolje ohranilo nadzor nad dosežki province. Ta svečana vrata simbolizirajo moč režima in so dostop do konjeniškega kipa, posvečenega slavi kralja Ludvika XIV., dobrotnika mesta.

### Konjeniški kip Ludvika XIV:
Predstavlja 152-letno zgodovino na sprehajališču med postavitvijo prvega kipa 31. oktobra 1685 in odkritjem drugega dela po popolni prenovi, 29. avgusta 1838, po julijski revoluciji. Na podlagi risb, ki jih je ustvaril prvi kraljev arhitekt Jules Hardouin-Mansart, sta prvi kip izdelala kiparja Pierre Mazeline in Simon Hurtrelle. Drugega, manj impozantnega in natančnega sta ustvarila Jean-Baptiste Joseph Debay in Auguste-Jean-Marie Carbonneaux.
Perspektivo v središču sprehajališča označuje konjeniški kip kralja Ludvika XIV. Z iztegnjeno roko kaže  proti Španiji, kar kaže na njegovo uradno sprejetje volje Karla II. Španskega in slavni stavek »Pirenejev ni več«, ki so mu ga pripisali ob tej priložnosti. Vendar če dobro opazujemo orientacijo kipa, opazimo, da je njegova roka iztegnjena proti Italiji.

## Znamenitosti
- Prvo mesto Royale, imenovano promenade du Peyrou, je delo Etienna Girala. Nekaj let pozneje ga je uničil in prenovil njegov sin Jean-Antoine Giral.
- Njen monumentalni vodni stolp (je zgodovinski spomenik) je bil zgrajen leta 1768 za distribucijo pitne vode iz izvira Leza; šesterokotne oblike je okrašen s korintskimi stebri. Hrani se z akvaduktom Saint-Clément, ki ga je ustvaril Henri Pitot, dolg 14 kilometrov, ki se konča v lokih, višine 21,5 m, z dvojnimi vrstami arkad.
- Nasproti kipa, obrnjenega proti njemu s strani mesta, je slavolok, navdihnjen v Parizu Porte Saint-Martin.

Modernistični zgodovinar Emmanuel Le Roy Ladurie šteje Promenade du Peyrou poleg stolnice sv. Petra, Place de la Canourgue in Plan-de-l'Olivier kot eno od »štirih svetišč Montpelliéraine« , torej »kraji, kjer so prebivalci Montpellierja našli in še vedno najdejo duhovnost mesta, ki iz njega izvira«  Pravzaprav ga arhitektura antičnega sloga, ki spominja na starodavni tempelj, uvršča med večje spomenike v mestu.

## Zaščita
Akvadukt Arceaux in akumulacija Arcades sta z dekretom z dne 9. marca 1954 registrirana kot zgodovinska spomenika, medtem ko so slavolok, sprehajališče, vhodna vrata, klančine in podporne stene, vodni stolp z bazenom in stopnice, ki ga obdajajo, most, ki povezuje vodni stolp z akvaduktom Arceaux,  z odlokom z dne 18. avgusta 1954 uvrščeni med zgodovinske spomenike.

## Galerija
- L'esplanade du Peyrou, Charles Auguste Daviler
- Giralov vodni stolp
- Slavolok
- Severovzhodni vhod.
- Esplanade du Peyrou